# Human Hounds
Human Hounds é um curta-metragem mudo norte-americano de 1916, do gênero comédia, dirigido por Will Louis e estrelado por Oliver Hardy.

## Elenco

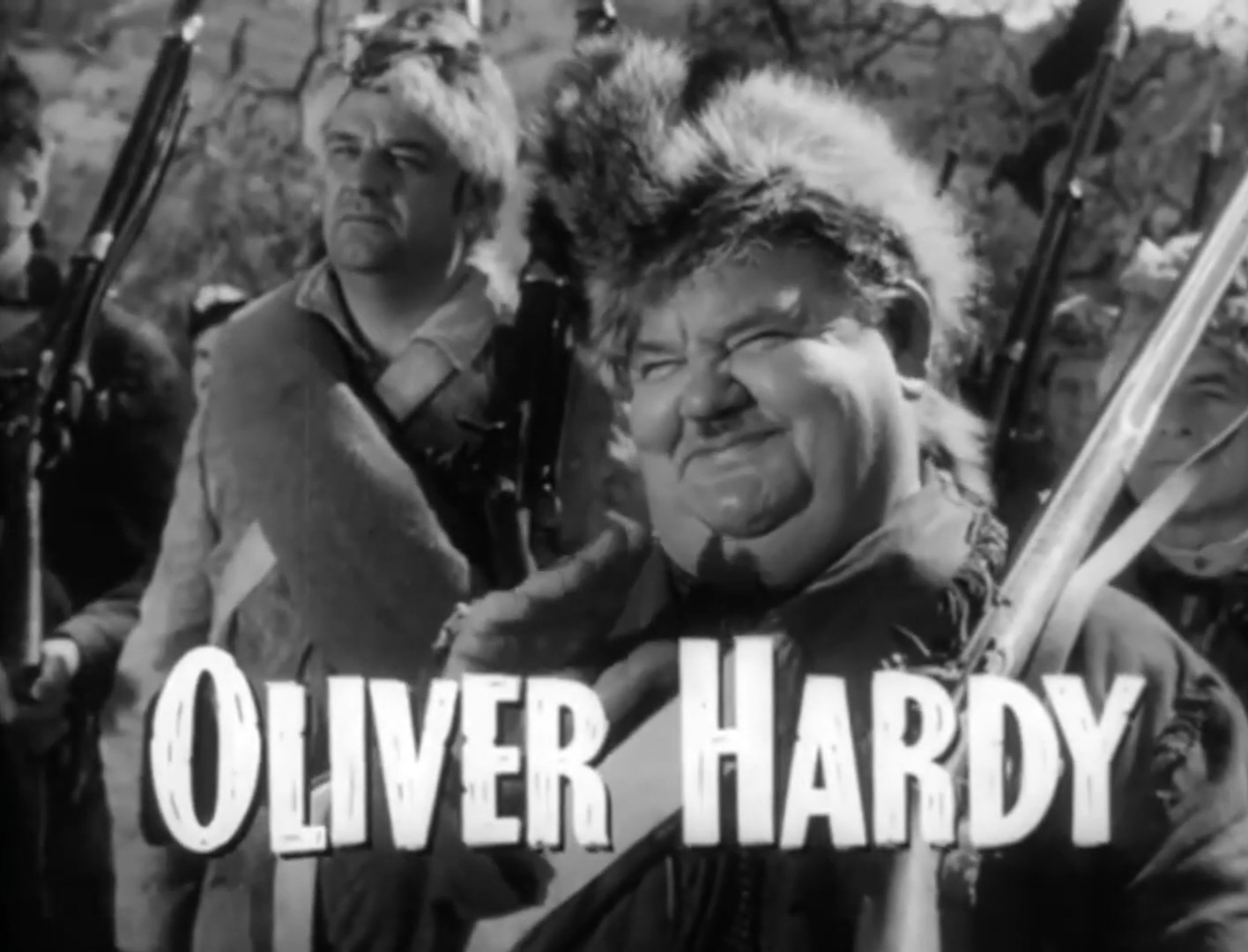
Oliver Hardy

- Oliver Hardy - Plump (como Babe Hardy)
- Billy Ruge - Runt
- Bert Tracy - General Debility
- Ray Godfrey - Sra. Debility
- Joe Cohen - Conde de Lummox
- Madge Cohen - Condessa de Lummox